# Neckera pumila
Neckera pumila (Niedriges Neckermoos) ist eine Laubmoos-Art aus der Familie Neckeraceae.

## Beschreibung
Die Art bildet hellgrüne bis dunkelgrüne, etwas glänzende Rasen. Die sekundären Stämmchen sind bis 5 (maximal 10) Zentimeter lang, verflacht beblättert und gefiedert. Neben den kurzen, normal beblätterten Ästen finden sich sehr oft fadenförmige, kleinblättrige, flagellenartige Triebe. Diese dienen der vegetativen Vermehrung.
Die dicht gestellten, etwas welligen, länglich-eiförmigen Blätter sind scharf gespitzt, die Ränder in der unteren Blatthälfte auf einer Seite eingeschlagen, auf der anderen Seite zurückgebogen und im oberen Blattteil gesägt. Die Blattrippe ist kurz und doppelt oder fehlt oft ganz.
Die Blattzellen der Blattmitte sind linealisch, 5 bis 8 µm breit und 5- bis 6-mal so lang wie breit, gegen die Blattspitze rhombisch oder oval. In den Blattecken befinden sich wenige quadratische Zellen.
Das Moos ist diözisch. Sporenkapseln werden nur selten gebildet. Diese sind länglich eiförmig, besitzen eine 3 bis 5 Millimeter lange Seta und sind nur wenig über die Perichätialblätter emporgehoben. Der kegelförmige Kapseldeckel ist kurz geschnäbelt. Die Sporen sind papillös und 14 bis 20 µm groß.

## Verbreitung
Vorkommen befinden sich in Europa, die östlichen Teile ausgenommen, weiters in Südwestasien, in Nordafrika sowie auf den Kanarischen Inseln und Madeira.

## Standortansprüche
Als Epiphyt wächst Neckera pumila vorwiegend auf Borke von Laubbäumen, seltener von Nadelbäumen, vereinzelt sogar an Felsen oder alten Mauern. Die Wuchsorte befinden sich in schattigen und luftfeuchten Wäldern von der Ebene bis in die montane Höhenstufe.